# Chantaje emocional
El chantaje emocional es un término popularizado por la psicoterapeuta Susan Forward, el cual refiere a una forma de violencia que consiste en la manipulación de una persona sobre la otra utilizando el miedo, la obligación y la culpa como dinámicas transaccionales entre el manipulador y el manipulado.
Comprender estas dinámicas es útil para cualquiera que intente liberarse de un comportamiento manipulador de otra persona y lidiar con sus propias compulsiones de hacer cosas que son incómodas, indeseables, gravosas o auto sacrificadas por los demás.

## General
El primer uso documentado de "chantaje emocional" apareció en 1947 en el Diario de la Asociación Nacional de Decanos de Mujeres en el artículo "Clima de chantaje emocional". El término se usó para describir un tipo de modelo de control de aula problemático que los maestros usan a menudo. Esther Vilar, una médica argentina, también usó el término "chantaje emocional" a principios de la década de 1970 para describir una estrategia de crianza observada entre algunas madres con múltiples hijos.
El chantaje emocional generalmente involucra a dos personas que han establecido una relación personal o íntima cercana. Los niños también emplean un llamamiento especial y un chantaje emocional para promover sus propios intereses y autodesarrollo dentro del sistema familiar.
Los chantajistas emocionales utilizan el miedo, la obligación y la culpa en sus relaciones, asegurándose de que los demás tengan miedo de afrontarlos, obligados a ceder ante sus demandas y quedar abrumados por la culpa si se resisten. Con el que conocimiento de que alguien cercano a ellos quiere afecto, aprobación o confirmación de su identidad y autoestima, estas pueden amenazar con retenerlos (por ejemplo, retener el amor) o quitarlos por completo, haciendo que la segunda persona sienta que debe ganarlos por acuerdo. El miedo, la obligación o la culpa se conoce comúnmente como "FOG" (Fear-Obligation-Guilty). FOG es un acrónimo artificial en inglés (que significa "niebla") haciendo alusión a algo que oscurece y confunde una situación o a los procesos de pensamiento de alguien.
La persona que actúa de una manera controladora a menudo quiere algo de la otra persona que es legítimo querer. Es posible que quieran sentirse amados, seguros, valiosos, apreciados, apoyados, necesarios, etc. Sin embargo, el problema suele radicar en las maneras que van obteniendo lo que quieren, o de que son insensibles a las necesidades de los demás, y lo que es más preocupante, cómo reaccionan los demás ante todo esto.
Las personas influenciadas por  el chantaje emocional pueden ser forzadas a actuar bajo presión de la amenaza de responsabilidad por la ruptura del otro, y podría caer en un círculo vicioso en el cual permite que el chantajista controle sus decisiones y comportamientos, perdido en lo que Doris Lessing describió como "una especie de niebla psicológica".

## Tipos
Forward y Frazier identifican cuatro tipos de chantajes, cada uno con su propio estilo de manipulación mental:
| Tipo                     | Ejemplo                                                                                        |
| ------------------------ | ---------------------------------------------------------------------------------------------- |
| Amenaza del castigador   | Come la comida que te preparé o te haré daño.                                                  |
| Amenaza autocastigadora  | Come la comida que preparé para ti o me haré daño.                                             |
| Amenaza del sufriente    | Come la comida que preparé para ti. Lo estaba guardando para mí. Me pregunto qué pasará ahora. |
| Amenaza del tantalizador | Come la comida que preparé para ti y quizás obtengas un delicioso postre                       |

## Patrones y características

### Adicciones
Los adictos a menudo creen que tener el control es la manera para lograr el éxito y la felicidad en la vida. Las personas que siguen esta regla la usan como una habilidad de supervivencia, ya que generalmente la aprendieron en la infancia. Mientras establezcan las reglas, nadie puede hacerles retroceder en una esquina con sus sentimientos.

### Enfermedad mental
Las personas con ciertas afecciones mentales están predispuestas a controlar el comportamiento, incluidas las personas con trastorno de paranoide de la personalidad, trastorno límite de la personalidad, y trastorno narcisista de la personalidad.
Las personas con trastorno límite de la personalidad son particularmente propensas a utilizar el chantaje emocional (al igual que los narcisistas destructivos). Sin embargo, sus acciones pueden ser impulsivas y controladas por el miedo y por una desesperada sensación de desesperanza, en lugar de ser el producto de cualquier plan consciente.

### Dependencia emocional
La dependencia emocional a menudo implica colocar las prioridades de los demás por encima de las propias necesidades, por lo que está excesivamente preocupado por las necesidades de los demás. Esto puede ocurrir en cualquier tipo de relación: la familia, el trabajo, la amistad y también las relaciones amorosas, entre pares o en la comunidad.

### Afluenzay los niños
Oliver James ha vinculado la afluencia a un patrón de entrenamiento infantil en el que las víctimas eran "sometidas a una forma de chantaje emocional como niños pequeños. El amor de sus madres se condiciona a exhibir comportamientos que alcanzan metas parentales".

### Entrenamiento enasertividad
El entrenamiento en asertividad alienta a las personas a no participar en infructuosos intentos de lucha contra el chantajista emocional, sino a repetir una declaración neutral, como "puedo ver cómo te sientes". Se les enseña a mantener sus afirmaciones dentro de ciertos límites para no capitular ante el fastidio coercitivo, el chantaje emocional o la intimidación.

## Intervenciones
Las técnicas para resistir el chantaje emocional incluyen en fortalecer los límites personales, resistir las demandas, desarrollar una declaración de poder (la determinación de soportar la presión) y ganar tiempo para romper viejos patrones. Volver a conectarse con las partes autónomas del yo que el chantajista había descartado no es fácil. Uno puede sentirse culpable basándose en un chantaje emocional, incluso cuando reconoce que la culpa es inducida e irracional, pero aun así es capaz de resistirse a compensar en exceso e ignorar el intento del chantajista de obtener atención por medio de una rabieta. Sin embargo, ignorar la manipulación de manera amistosa puede llevar a su intensificación y amenazas de separación, o acusaciones de estar "loco".